# Soprannaturale

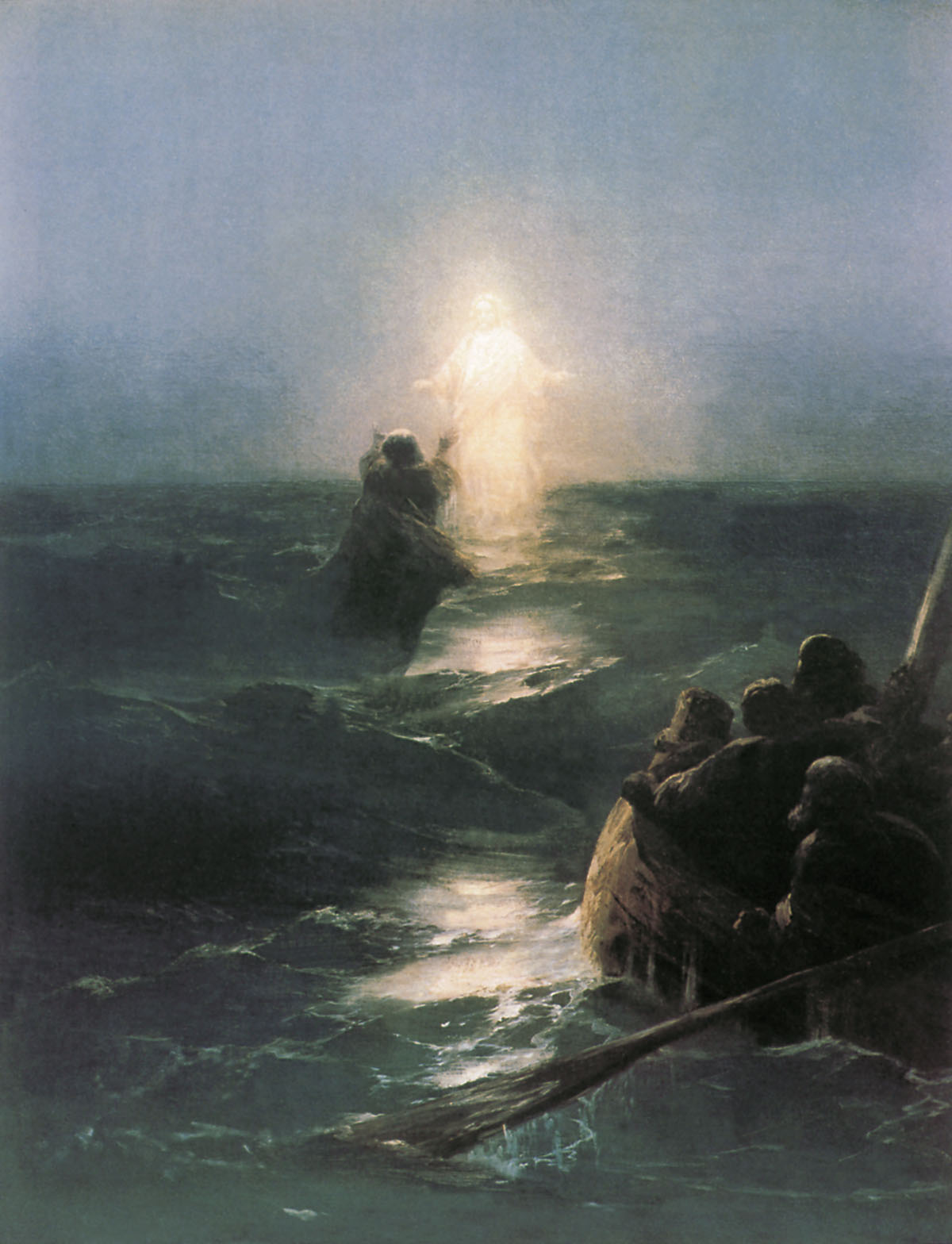
Gesù cammina sull'acqua, di Ivan Ajvazovskij (1888)

Il soprannaturale (o sovrannaturale) indica un qualsiasi fenomeno che si presume trascenda i limiti dell'esperienza e della conoscenza umana della natura e delle leggi della fisica.
In ambito religioso può riferirsi a vari enti (come ad esempio Dio) che trascendono la natura umana e pertanto non sono conoscibili attraverso i cinque sensi, come, ad esempio, i miracoli. Al soprannaturale è tradizionalmente legato il concetto escatologico di oltretomba, che vuole indicare una condizione (o luogo) di continuazione dell'esistenza (spesso solo in forma immateriale come anima o spirito) dopo la morte fisica.

## Etimologia
La prima occorrenza in latino di supernaturalis (come traduzione del greco huperphuès)  si trova in un'opera di Isidoro di Pelusio
Il termine compare nuovamente nella traduzione delle opere dello Pseudo-Dionigi l'Areopagita fatte da Ilduino di Saint-Denis e da Giovanni Scoto Eriugena che lo utilizzerà anche nella sua opera principale, Periphyseon.